# (145480) 2005 TB190
(145480) 2005 TB190 ist ein großes transneptunisches Objekt, das bahndynamisch als nahes oder erweitertes Scattered Disk Object (SDO oder DO) eingestuft wird. Aufgrund seiner Größe gehört der Asteroid möglicherweise zu den Zwergplanetenkandidaten.

## Entdeckung
2005 TB190 wurde am 11. Oktober 2005 von einem Astronomenteam, bestehend aus Andrew Becker, Andrew Puckett und Jeremy Martin Kubica mit dem 2,5–m–Ritchey Chretien–Teleskop am Apache-Point-Observatorium (New Mexico) entdeckt. Die Entdeckung wurde am 31. August 2006 zusammen mit 2005 SF278 bekanntgegeben, der Planetoid erhielt am 5. Dezember 2006 von der IAU die Kleinplaneten-Nummer 145480.
Nach seiner Entdeckung ließ sich 2005 TB190 auf Fotos bis zum 18. November 2001, die im Rahmen des Sloan Digital Sky Survey–Programmes (SDSS) am Apache-Point-Observatorium gemacht wurden, zurückgehend identifizieren und so seinen Beobachtungszeitraum um vier Jahre verlängern, um so seine Umlaufbahn genauer zu berechnen. Seither wurde der Planetoid durch das Herschel-Weltraumteleskop sowie verschiedene erdbasierte Teleskope beobachtet. Im September 2018 lagen insgesamt 355 Beobachtungen über einen Zeitraum von 17 Jahren vor. Die bisher letzte Beobachtung wurde im September 2018 am Purple Mountain-Observatorium (China) durchgeführt. (Stand 15. März 2019)

## Eigenschaften

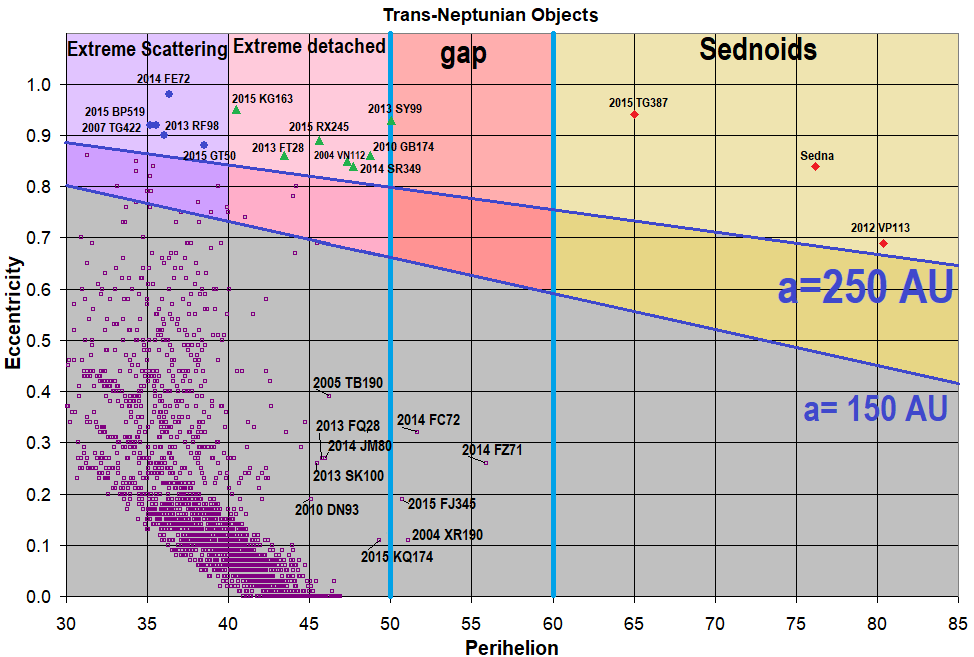
2005 TB_{190} in der Nähe der sogenannten «gap» (Lücke).

### Umlaufbahn
2005 TB190 umkreist die Sonne in 661,98 Jahren auf einer stark elliptischen Umlaufbahn zwischen 46,20 AE und 105,71 AE Abstand zu deren Zentrum. Die Bahnexzentrizität beträgt 0,392, die Bahn ist 26,49° gegenüber der Ekliptik geneigt. Derzeit ist der Planetoid 47,22 AE von der Sonne entfernt. Das Perihel durchlief er das letzte Mal 2016, der nächste Periheldurchlauf dürfte also im Jahre 2678 erfolgen.
Simulationen 2007 von Emel'Yanenko und Kiseleva zeigen, dass 2005 TB190 eine Chance kleiner als 1 % hat, sich in einer 4:1 Bahnresonanz mit dem Neptun zu befinden.
Sowohl Marc Buie (DES) als auch das Minor Planet Center klassifizieren den Planetoiden als SDO; letzteres führt ihn allgemein auch als «Distant Object». Das Astronomenteam des «TNO’s are cool»–Programmes ordnet ihn dagegen als erweitertes SDO (ESDO bzw. DO) ein.

### Größe und Rotation
Derzeit wird von einem Durchmesser von 372,5 km ausgegangen, basierend auf einem Rückstrahlvermögen von 19,5 % und einer absoluten Helligkeit von 4,58 m, was anhand von Daten des Herschel-Weltraumteleskops ermittelt wurde. Ausgehend von diesem Durchmesser ergibt sich eine Gesamtoberfläche von etwa 436.000 km2. Die scheinbare Helligkeit von 2005 TB190 beträgt 21,25 m.
Da es denkbar ist, dass sich 2005 TB190 aufgrund seiner Größe im hydrostatischen Gleichgewicht befindet und somit weitgehend rund sein könnte, erfüllt er möglicherweise die Kriterien für eine Einstufung als Zwergplanet. Mike Brown geht davon aus, dass es sich bei 2005 TB190 um vielleicht einen Zwergplaneten handelt.
Anhand von Lichtkurvenbeobachtungen rotiert 2005 TB190 in 12 Stunden und 40,8 Minuten einmal um seine Achse. Daraus ergibt sich, dass er in einem 2005 TB190-Jahr 457641,3 Eigendrehungen („Tage“) vollführt. Dies ist allerdings noch mit einigen Unsicherheiten behaftet, da die damalige Beobachtungszeit nicht ausreichte und die Fehlerquote bei ungefähr 30 % liegt.
Im sichtbaren Licht weist 2005 TB190 einen mäßige Rotfärbung auf.
| Jahr                                         | Abmessungen km     | Quelle              |
| -------------------------------------------- | ------------------ | ------------------- |
| 2008                                         | 482,0              | Tancredi            |
| 2010                                         | 482,0              | Tancredi            |
| 2010                                         | 372,5 ± 37,5       | Mueller u. a.       |
| 2012                                         | 464,0 ± 62,0       | Santos-Sanz u. a.   |
| 2014                                         | 507,0 +127,0−116,0 | Lellouch u. a.      |
| 2015                                         | 554,02             | LightCurve DataBase |
| 2018                                         | 469,0              | Brown               |
| Die präziseste Bestimmung ist fett markiert. |                    |                     |